# Гнучкість мінералів
Гнучкість мінералів (рос. гибкость минералов, англ. flexibility of minerals) – властивість деяких мінералів гнутися при механічному впливі, не змінюючи своєї структури. Найтиповіша ця властивість для мінералів пластинчастої або волокнистої будови: слюд, хлоритів, тальку, азбесту та ін.